# 17세기 프랑스 문학

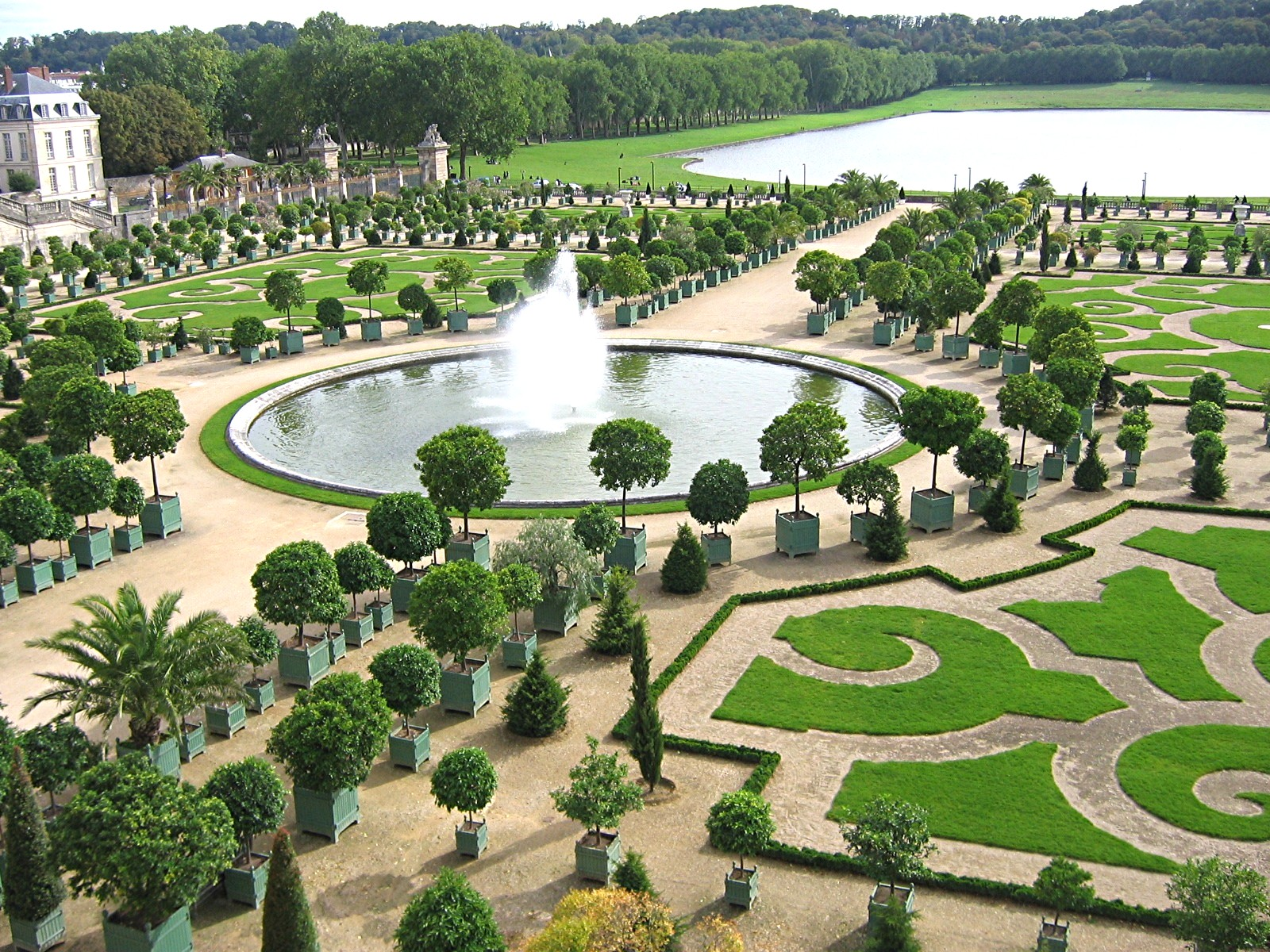
베르사유 궁 정원

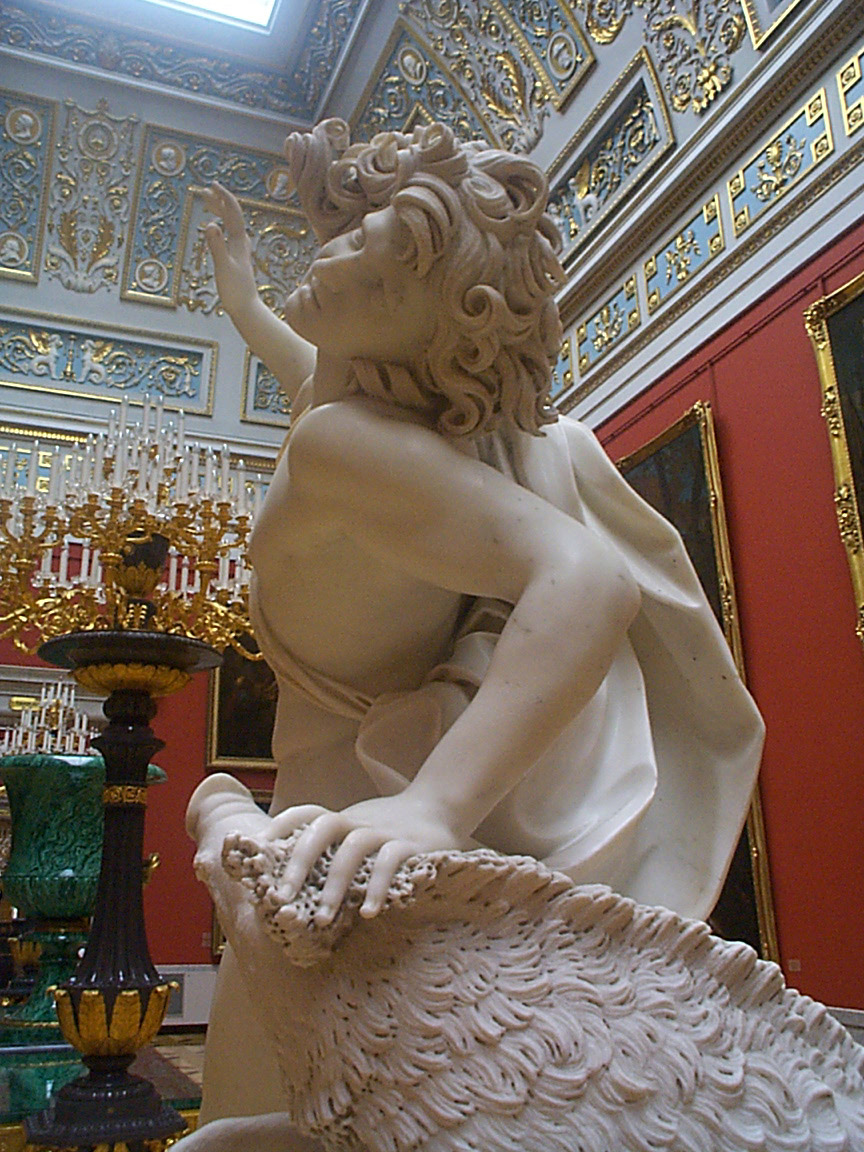
바로크 양식 조각

17세기 프랑스 문학은 16세기의 종교 전쟁을 끝낸 앙리 4세의 낭트 칙령이 공포된 1598년부터 절대왕정을 이룩한 태양왕 루이 14세가 사망한 해인 1715년까지 걸친 정치적, 지적, 예술적 발전 속에서 자리 잡고 있다. 
17세기 후반 베르사유에서 미(美)의 주인으로 군림한 왕과 대신들을 만든 왕권 강화가 이 시기 문학에 있어 주요 사건 가운데 하나였는데, 그런 와중에도 작품들이 널리 퍼지고 독자층이 확대되면서 “도시”와 도시의 부르주아지가 예술과 문학에 있어 역할을 차지하기 시작했다. 
17세기는 프랑스어와 프랑스 문학에 있어, 특히 몰리에르의 희극, 코르네유와 라신의 비극같은 고전 극작품, 또는 말레르브의 시에 있어 중요한 세기였다. 17세기 후반 루이 14세 치하에서는 고전주의가 확고한 인정을 받았음은 분명하다. 
그럼에도, 모랄리스트나 파뷜리스트 (장 드 라 퐁텐)의 글, 프레시오지테 소설, 소담(笑談), 클레브 공작 부인 같은 첫 심리 소설 등 당대 탄생한 소설 장르, 또는 루이 13세 시대의 바로크 시 같은 다른 장르들 역시 고전주의 걸작들에 묻히지 않았다.

## 개요

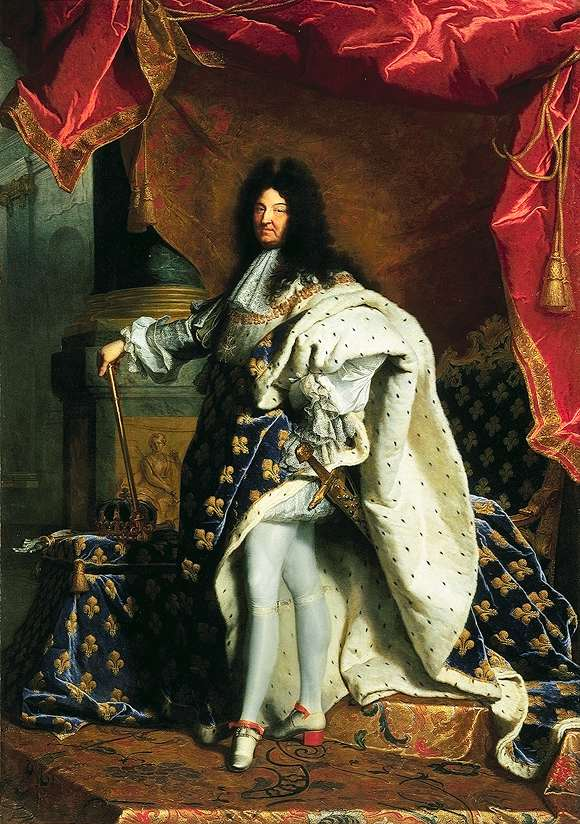
루이 14세

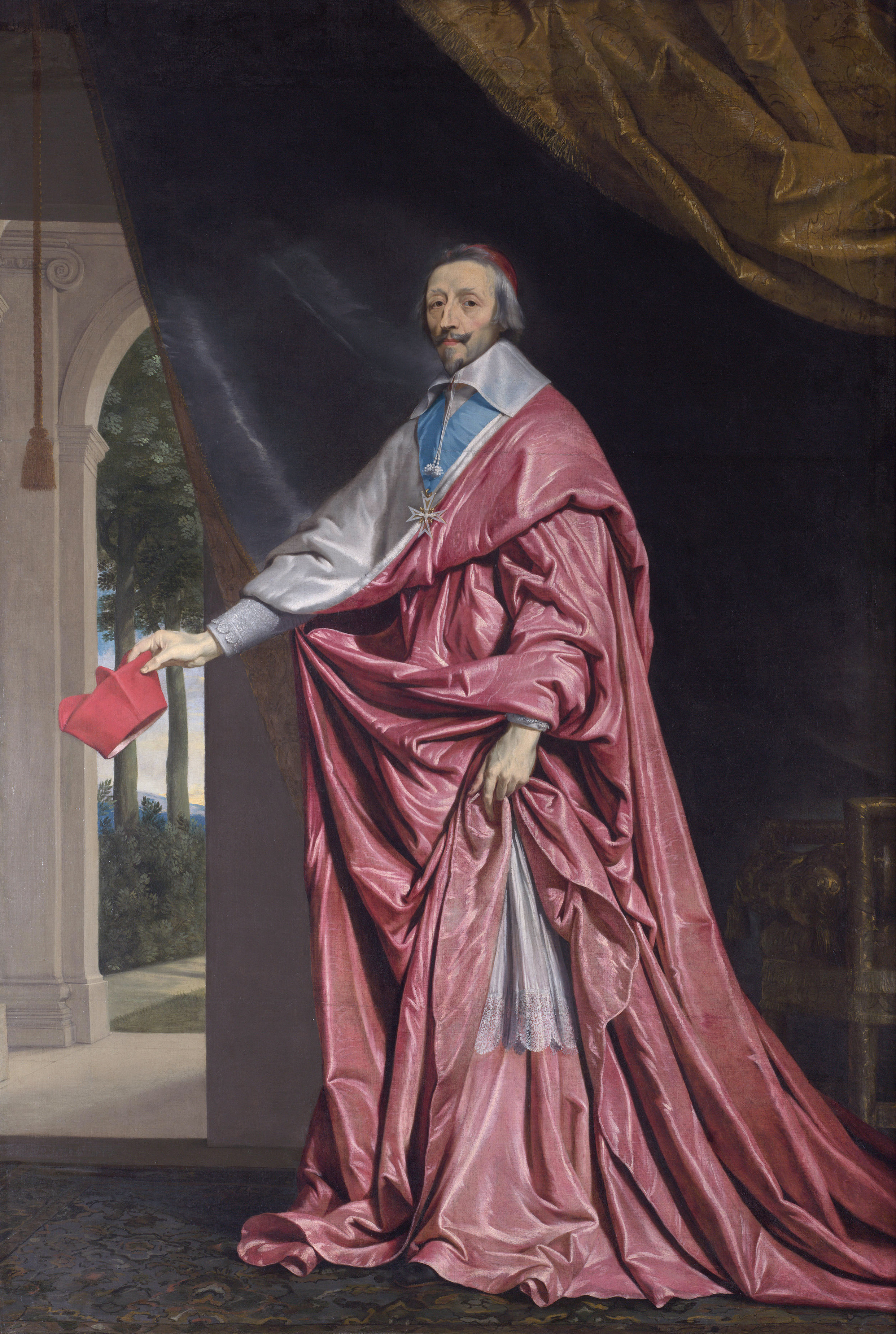
리슐리외

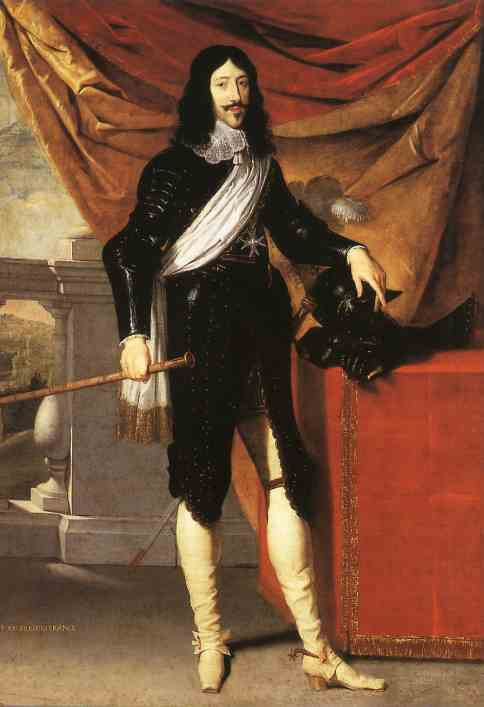
루이 13세

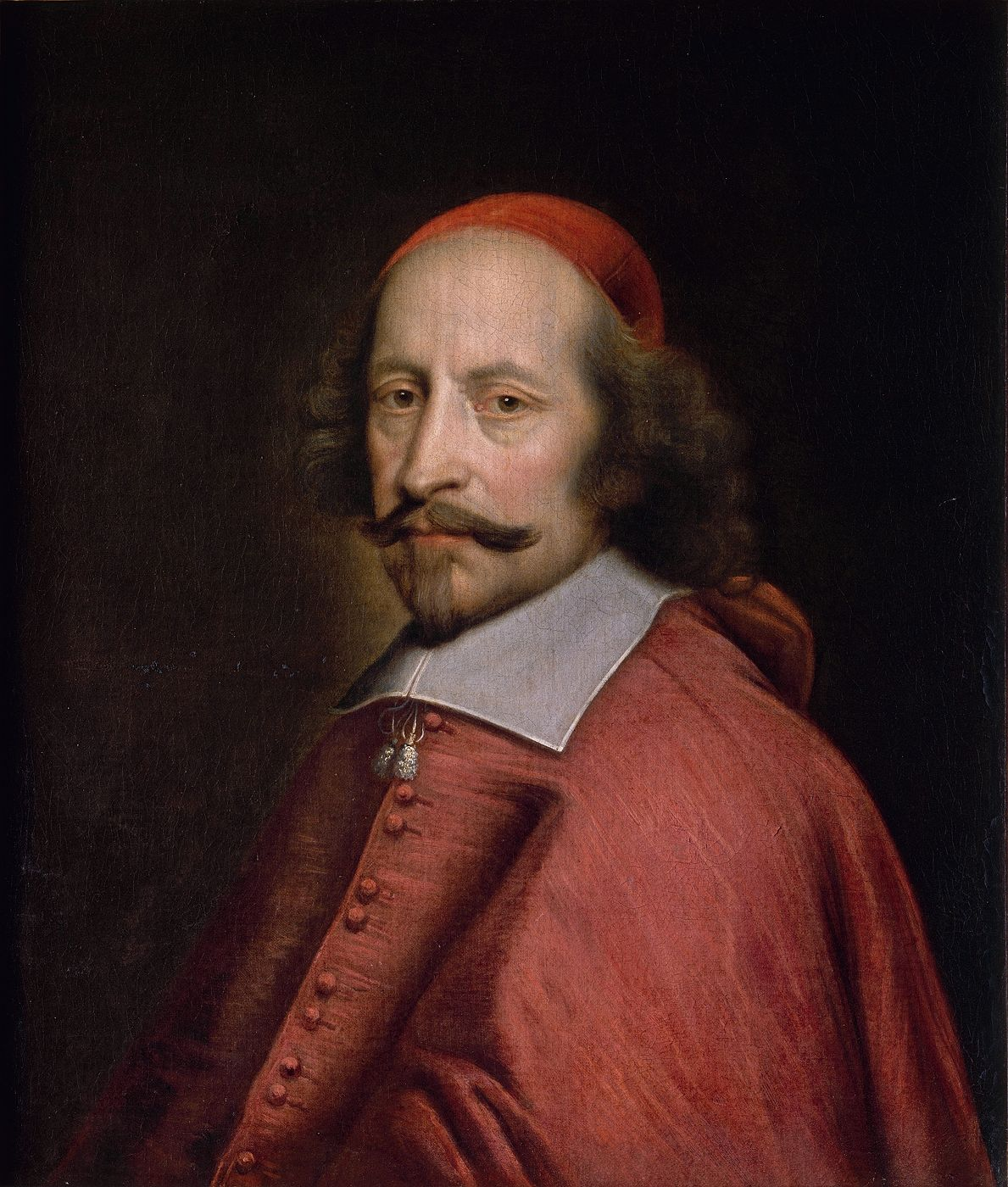
마자랭

프랑스에 있어 17세기는 두 시기로 정의 내릴 수 있을 것이다. 16세기의 종교전쟁을 끝낸 앙리 4세의 낭트 칙령이 발표된 1598년과, 기나긴 치세 동안 수많은 정복으로 왕국을 확장하며 절대왕정을 도입한 루이 14세가 사망한 1715년이 바로 그 기점이다. 이 사이에 왕권은 리슐리외의 조력을 받은 루이 13세와 마자랭의 도움 하의 안 도트리슈 섭정기의 업적으로 강화되었다..
왕권은 예술계에 지원을 하며 개입하였는데, 이 지원은 예술가들로 하여금 "프랑스 고전주의"라고 불리는 사조를 확립 시켰으며, 1635년 아카데미 프랑세즈를 창설하여 단어, 문장, 혹은 1637년 <르 시드> 논쟁에서 볼 수 있는 것처럼 시학의 표준을 확립하였다. 이 같은 언어의 체계화에 대한 관심은 살롱과 문학 서클에서도 일어났는데, 포르루아얄 데샹의 은자들에 의해 공들여 만들어진, 프랑스어에 있어 처음으로 문법 규정을 제정하여 오늘날까지 프랑스어 문법의 기본 바탕이 되고 있는 포르루아얄의 문법을 예로 들 수 있을 것이다. 16세기가 프랑스어를 고전 언어들의 경쟁자로 만들어 프랑스어를 풍부하게 했다면, 그리고 작가들이 모든 고안물을 기꺼이 받아들였다면, 17세기는 보줄라처럼 프랑스어를 정화하고 규칙을 제정하는 일을 맡았는데, 1680년의 리슐레, 사후 1690년의 퓌르티에르와 조금 이후로 1698년 아카데미 프랑세즈가 첫 프랑스어 사전을 편찬한 것 역시 17세기 말이다. 
이와 동시에 사교계의 이상형은 교양 있고 사교적이며 개방적인 신사honnête homme로 변화하였으며, 사상계는 원초적 지위를 이성에게 주어 (코기토 에르고 숨) 지적 방법론을 변화 시키며, 위계와 규율에 대한 관심을 갖고 고전적 관념에 영향을 끼치게 될 데카르트주의와 함께 변혁을 이어나갔다. 회의를 자신의 형이상학 체계의 대전제로 삼은 르네 데카르트 (1596-1650)의 철학은 벨이나 퐁트넬같은 혁신적 지성인들에 대한 의문을 제기하는 동시에 유럽에서 케플러, 윌리엄 하비, 블레즈 파스칼과 뉴턴에 의하여 입증된 과학적 방법론을 통하여 17세기 말을 계몽주의의 시발점으로 이끌게 된다. 무신앙 지식인들은 교회와의 혹독한 다툼이 있었음에도 불구하고, 무신론을 향하여 소심하게 구멍을 낸 감각적 유물론자 피에르 가상디 (1592-1655)의 자취 아래서 점점 규모가 불어났다.

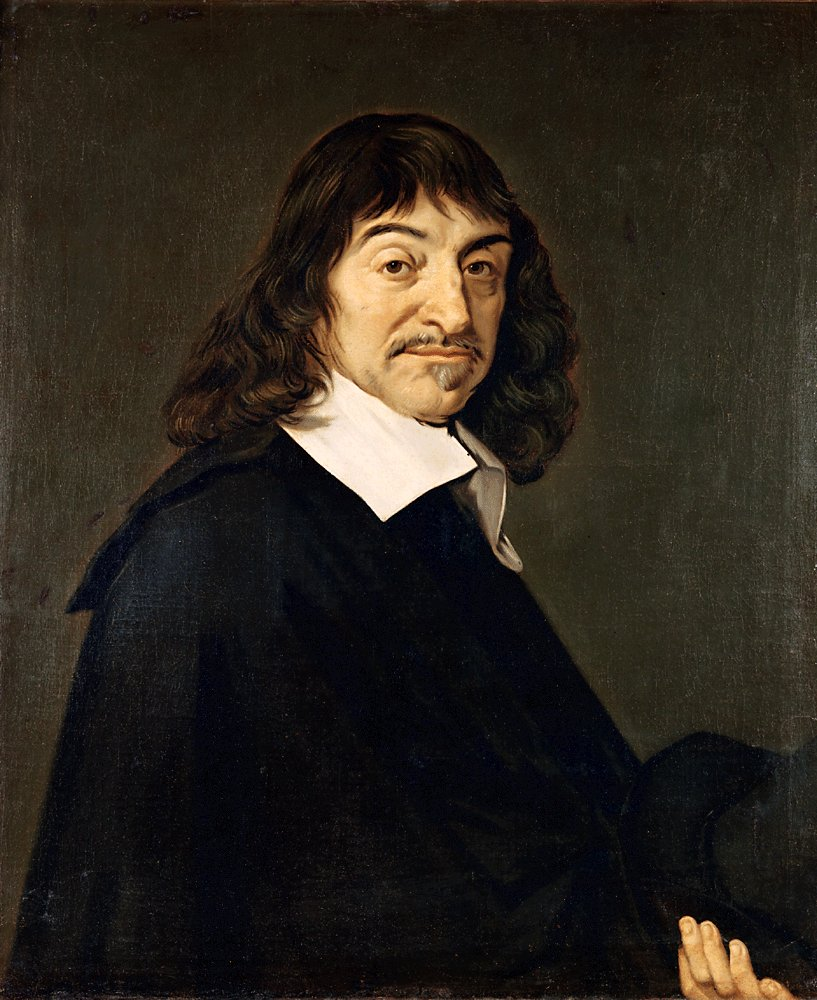
르네 데카르트

이전 세기의 문학 개관에 대하여는 16세기 프랑스 문학을 참조하시오.

## 17세기 프랑스 문학의 다채로움
17세기에는 바로크와 고전주의라는 두 사조가 지배적이었지만, 이 개념은 시간이 흐른 후 체계화 되었다. 이에 대하여 미적 부조화와 반대 의견이 있었는데, 작가와 작품을 향한 두 접근법의 공존 역시 있다고 할 수 있다.  당대 문예 사조에 대한 간략한 혹은 단순한 접근(17세기 전반은 바로크, 후반은 고전주의)을 지양하는 다른 비주류 의견 역시 있다.

### 바로크

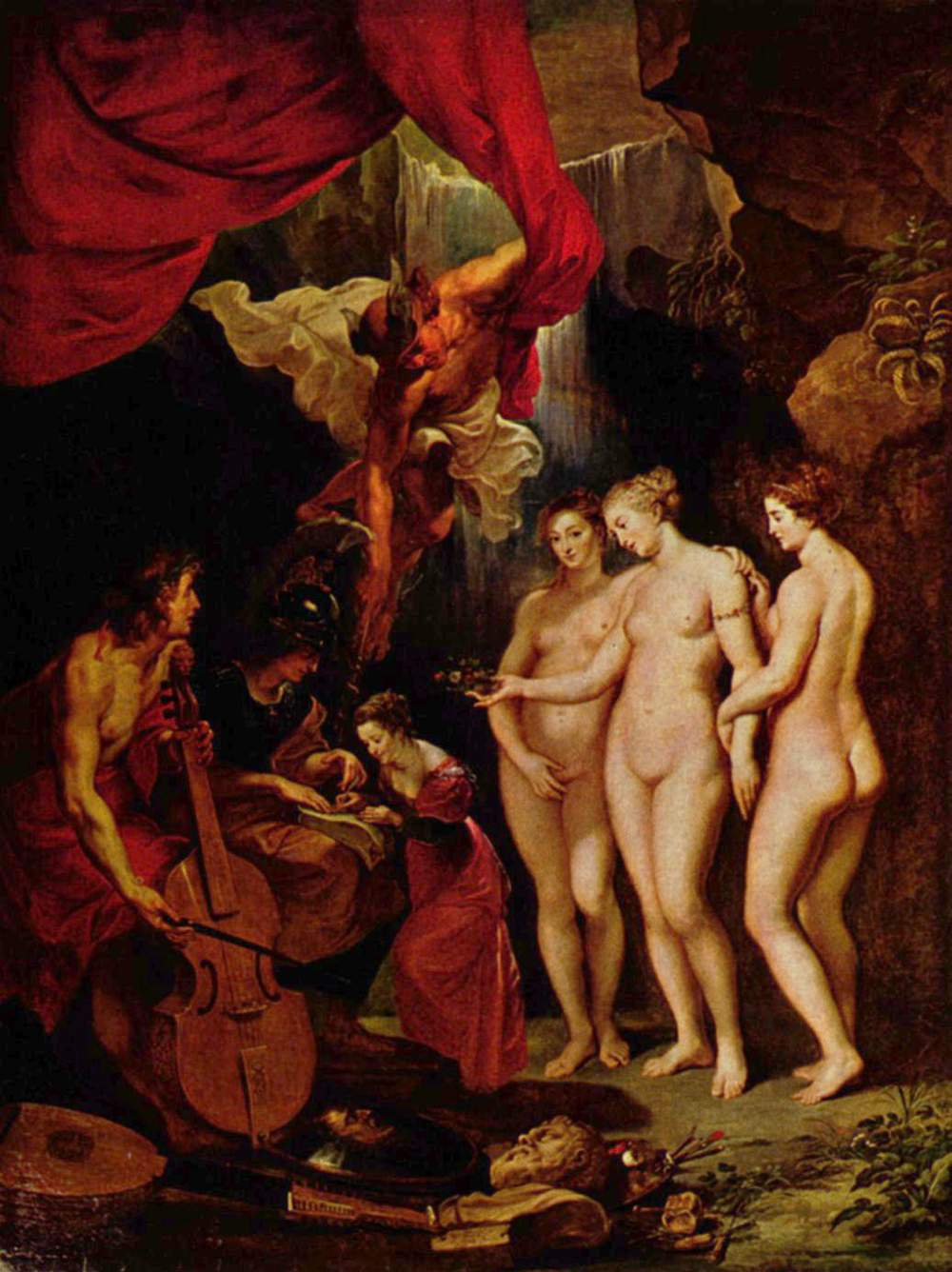
루벤스 - 마리 드 메디치의 교육.

바로크는 17세기 유럽을 지배했다. 프랑스에서 바로크는 그다지 번성하지 않았으나, 특히 이탈리아의 영향 하에 발전하여 보통 1598년부터 1630년까지 주된 유파로 자리매김한다. 바로크는 신교도적 엄숙함에 대한 반발에서 탄생했다. 바로크는 불안정한 세계, 끊임없이 변화하는 세계라는 관념과 연관이 있다. 바로크 사조는 자유를 갈망하였으며, 삶의 복잡함에 대하여 솔직했다. 문학에 있어 바로크에는 여러 상반되는 분파들이 있으나 몇 공통된 요소들로 집약할 수 있을 것이다. 관능성에 대한 애착, 극단적 행동, 장식, 꾸민듯한 언어가 바로 바로크 문학의 요소이다. 바로크에서 중요시되는 장르로는 테오필 드 비오, 피에르 드 마르뵈프, 생아망 등이 쓴 시와, 에스파냐 작가들의 영향을 받은 극작(예컨데 피에르 코르네유의 <연극의 환상>)이 있다. 1630년부터 1660년까지의 과도기 사이, 바로크는 벌써 고전주의에게 자리를 점점 내어주게 되었으면서도, 문예사조로서의 역할을 계속 이어나갔다. 바로크는 프레시외, 뷔를레스크, 리베르탱 사조 아래서 존재했다. 세 사조는 바로크에 속하지 않으나, 각각의 측면에 있어 바로크를 통하여 발달했다.

#### 프랑스 바로크 작품선 (aventure)
- 마들렌 드 스퀴데리 Madeleine de Scudéry (1607–1701)
  - Ibrahim, ou l'illustre Bassa (4 vols. 1641)
  - Artamène, ou le Grand Cyrus (10 vols. 1648–1653)
  - Clélie, histoire romaine (10 vols. 1654–1661)
  - Almahide, ou l'esclave reine (8 vols. 1661–1663)
- 롤랑 르 바이예 드 부티니 Roland Le Vayer de Boutigny
  - Mithridate (1648–51)
- 고티에 드 코스트 드 라 칼프르네드 Gautier de Costes de La Calprenède
  - Cassandre (10 vols. 1642–1645)
  - Cleopatre (1646–57)
  - Faramond (1661)

#### 프랑스 바로크 작품선 (comique)
- 아그리파 도비녜 Agrippa d'Aubigné (1552–1630)
  - Les Aventures du baron de Faeneste (1617, 1619, 1630)
- 베로알드 드 베르빌 Béroalde de Verville (1556–1626)
  - Le Moyen de parvenir (c.1610)
- 프랑수아 뒤 수웨 François du Souhait (c.1570/80 –1617)
  - Histoires comiques (1612)
- 몰리에르 데세르틴 Molière d'Essertine (c.1600–1624)
  - Semaine amoureuse (1620)
- 샤를 소렐 Charles Sorel (1602–1674)
  - L'histoire comique de Francion (1622)
  - Nouvelles françoises (1623)
  - Le Berger extravagant (1627)
- 장 드 라넬 Jean de Lannel (c.1550-c.1630)
  - Le Roman satyrique (1624)
- 앙드레 마레샬 Antoine-André Mareschal (*-*)
  - La Chrysolite (1627)
- 폴 스카롱 Paul Scarron (1610–1660)
  - Virgile travesti (1648–53)
  - Le Roman comique (1651–57)
- 시라노 드 베르주라크 Cyrano de Bergerac (Hector Savinien) (1619–1655)
  - Histoire comique des États et Empires de la Lune (1657)
  - Histoire comique des États et Empires du Soleil (1662)

그 외 소설가 : 마랭 르 루아 드 공베르빌 Marin Le Roy de Gomberville, 장 오지에 드 공보 Jean Ogier de Gombauld, 프랑수아 드 로세 François de Rosset, 장피에르 카뮈 Jean-Pierre Camus.

### 프레시외 사조
프레시오지테는 1650년-1660년 사이 프랑스에서 정점을 찍은 유럽의 문학 사조이다. 이 사조는 대중과의 구별을 추구한 것이 특징인 귀족적 미적 사조이다. 이 같은 우아함과 세련됨의 추구는 행동 방식과 방법, 취향, 언어 등으로 보여진다. "프레시오지테는 살롱의 전적으로 새로운 중요함과, 여성의 향상된 지위가 불러온 사회적 현상이기도 하다." 앙투안 보도 드 소메즈는 1660년 "세련된 귀부인Précieuses 대사전"을 집필한다.
프레시오지테적 사교계는 살롱에서 피어났는데, 랑부예 후작부인과 마들렌 드 스퀴데리의 살롱이 그 가운데 가장 유명하다. 이러한 살롱들은 초기에는 귀족적이었으나, 프롱드의 난 이후 부르주아 작가들도 점점 받아들였다. 대화에서의 우아함 추구, 특수용어, 고어, 비속어의 사용을 피한 단어의 순수성에 대한 탐구,  신어와 완곡어법의 고안은 너무 대중적이거나 저속하다고 여겨진 사물들의 이름을 바꾸어 나갔는데, 그 과도한 사용 덕에 몰리에르가 <우스꽝스러운 재녀들>에서 비웃기도 한다. 

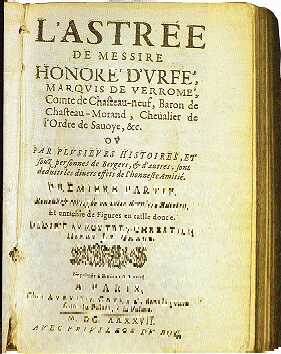
아스트라이아, 17세기 판.

이러한 문체 기교의 미학 (코드 퓌쟁)은  뱅상 브와튀르 (1597-1648), 샤를 드 생모르, 몽토시예 공작 (1610-1690), 클로드 드 말빌 (1597-1647), 이자크 드 뱅스라드 bɛ̃.sʁad (1612-1691). 에스파냐인 루이스 데 공고라 (1561-1627) 등의 여러 시인에게서 표현되었다.

### 고전주의

#### 고전주의 연극

##### 비극/희극 비교
|          | 비극 | 희극 |
| 목적     | 감정을 통한 정념의 정화 (cf. 아리스토텔레스 : 카타르시스- 불안과 연민)                                                                         | 웃음으로서 품행 교정 |
| 줄거리   | 당대와 떨어진 보기 드문 사건 (전설, 신화, 고대사)                                                                                              | 동시대의 평범한 사건 (돈, 사회적 야망, 결혼, 부부 사기…) |
| 등장인물 | 비범함 (왕, 군인…) | 친숙함 (부르주아지, 서민, 소귀족) |
| 인상     | fatalité et mort, destin individuel et collectif inaltérables face aux divinités, universalité de la condition humaine (dénouement malheureux) | réalisme relatif (reflet d’une société donnée - vieillissement ? - mais aussi travers humains éternels) + rire ou sourire, effets comiques variés et fin heureuse (farce grossière ou finesse - comique de mots, de gestes, de situation, de caractère, de mœurs) |
| 형식     | 격식어, 알렉상드랭, 5막극 | 일반어 혹은 일상어 (운문 혹은 산문, 1, 3 혹은 5막극) |
| 법칙     | 삼일치 (시간, 장소, 행동), 개연성과 품위 | 융통성 |
| 제목     | 고유명사 (앙드로마크, 페드르, 오라스...) | 일반명사 혹은 집합적인 인물명 (수전노, 학식을 뽐내는 여인들, 인간 혐오자…) |

###### 비극
수많은 비극 작가들이 있으나 단 두 명 작가가 비극을 완벽의 경지에 이르게 하였다. 바로 피에르 코르네유(1606-1684)와 장 라신(1639-1699)이다.  

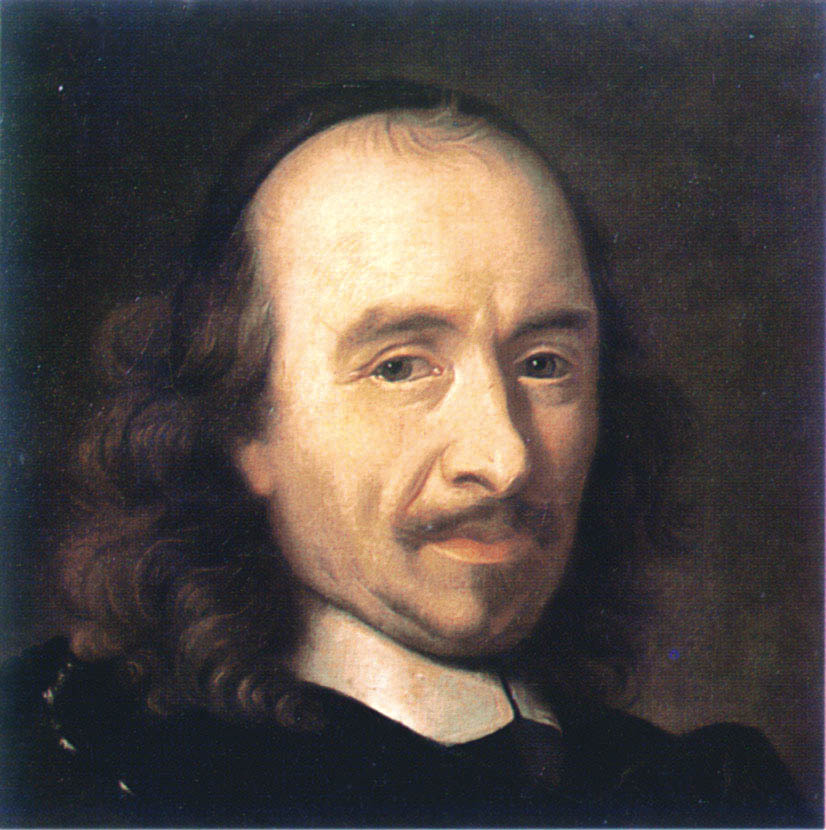
피에르 코르네유

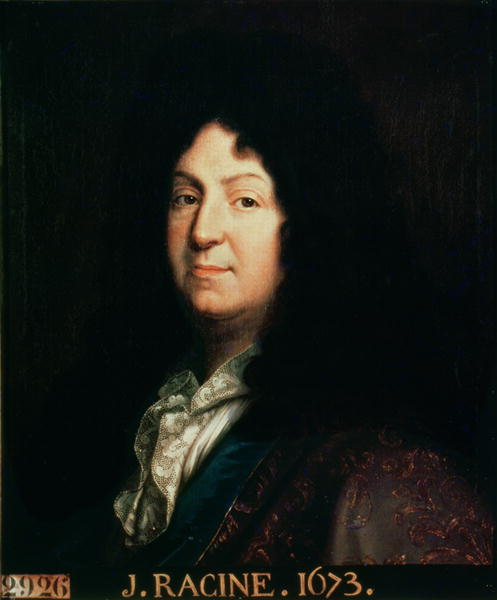
장 라신

- 코르네유는 로마의 구원 (오라스), 무어인에게 위협 받은 도시 세비야의 운명 (르 시드)같은 국가적 문제에 큰 관심을 기울였다. 르 시드(1637)는 연극사에 있어 중요한 연극이다. 이 연극은 진정한 첫 고전주의 작품이다. 대부분이 역사극인 코르네유 작품에서의 연기는, 복잡하며 가끔은 변화무쌍하기까지 하다. 작가는 명예의 부름에 저항하지 못하는 로드리그, 시멘, 오라스, 오귀스트, 폴리왹트같은 강력하고  단호한 개인을 그려내는데 그치지 않았다. 이 같은 인간의 활기찬 예시를 뽑을 때에도 코르네유는 절대 왕정이 필요로 하던 본보기를 창조했다.
- 라신은 이후 세대에 속해있으나, 더 엄격히 “고전적”이며 홀린 이를 파괴하는 치명적인 힘 같은 격정을 묘사한다. 고전주의 비극의 이상을 실현한 라신은 사건이 인물들의 격정을 만드는, 간결하고 명확한 행동을 보여준다. 이교도 비극들(즉 에스테르와 아탈리를 제외한)에서는 여자가 왕의 것이기에 (앙드로마크, 브리타니쿠스, 바자제, 미트리다트) 또는 여자가 라이벌 집안이기에 (페드르의 아리시) 불가능한 사랑에 의하여, 만났다 헤어지는 순수한 젊은 커플들을 보여준다. 이 라이벌 집안이라는 관계는 보통 정치에 있어서 라이벌 관계(별로 강조되지는 않으나)를 수반한다.

##### 주요 극작품
- 앙투안 드 몽크레티앵 (c.1575–1621)
  - Sophonisbe, ou La Cathaginoise, ou La Liberté (tragédie, 1596)
  - La Reine d'Écosse, ou L'Écossaise (tragédie, 1601)
  - Aman (tragédie, 1601)
  - La Bergerie (pastorale, 1601)
  - Hector (tragédie, 1604)
- 장 드 슈랑드르 (c.1585–1635)
  - Tyr et Sidon, ou les funestes amours de Belcar et Méliane (1608)
- 알렉상드르 아르디 (1572–c.1632)
  - Scédase, ou l'hospitalité violée (tragédie, 1624)
  - La Force du sang (tragicomédie, 1625, d'après Cervantès)
  - Lucrèce, ou l'Adultère puni (tragédie, 1628)
- Honorat de Bueil, seigneur de Racan (1589–1670)
  - Les Bergeries (pastorale, 1625)
- Théophile de Viau (1590–1626)
  - Les Amours tragiques de Pyrame et Thisbé (tragédie, 1621)
- François le Métel de Boisrobert (1589–1662)
  - Didon la chaste ou Les Amours de Hiarbas (tragédie, 1642)
- Jean Mairet (1604–1686)
  - La Sylve (tragicomédie pastorale) c.1626
  - La Sylvanire, ou La Morte-vive (tragicomédie pastorale, 1630)
  - La Sophonisbe (tragédie, 1634)
  - La Virginie (tragicomédie, 1636)
- Tristan L'Hermite (1601–1655)
  - Mariamne (tragédie, 1636)
  - La Mort de Sénèque (tragédie, 1644)
  - La Mort de Crispe (tragédie, 1645)
  - Le Parasite (comédie, 1653)
- Jean de Rotrou (1609–1650)
  - La Bague de l'oubli (comédie, 1629)
  - Le Véritable Saint Genest (tragédie, 1645)
  - Venceslas (tragicomédie, 1647)
  - Cosroès (tragédie, 1648)
- 피에르 코르네유 (1606–1684)
  - Mélite (comédie, 1629)
  - Clitandre (tragicomédie, ultérieurement modifiée en tragédie, 1631)
  - La Veuve (comédie, 1631)
  - La Place Royale (comédie, 1633)
  - Médée (tragédie, 1635)
  - L'Illusion comique (comédie, 1636)
  - Le Cid (tragicomédie, ultérieurement modifiée en tragédie, 1637)
  - Horace (tragédie, 1640)
  - Cinna (tragédie, 1640)
  - Polyeucte (tragédie, 1641)
  - La Mort de Pompée (tragédie, 1642)
  - Le Menteur (comédie, 1643)
  - Rodogune (tragédie, 1644)
  - Héraclius, empereur d'Orient (tragédie, 1647)
  - Don Sanche d'Aragon (comédie héroïque, 1649)
  - Nicomède (tragédie, 1650)
  - Sertorius (tragédie, 1662)
  - Sophonisbe (tragédie, 1663)
  - Othon (tragédie, 1664)
  - Tite et Bérénice (comédie héroïque, 1670)
  - Suréna (tragédie, 1674)
- Pierre du Ryer (1606–1658)
  - Lucrèce (tragédie, 1636)
  - Scévola (tragédie, 1644)
- Jean Desmarets de Saint-Sorlin (1595–1676)
  - Les Visionnaires (comédie, 1637)
  - Erigone (tragédie en prose, 1638)
  - Scipion (tragédie en vers, 1639)
- François Hédelin, abbé d'Aubignac (1604–1676)
  - La Cyminde (1642)
  - La Pucelle d'Orléans (1642)
  - Zénobie (tragédie, 1647)
  - Le Martyre de Sainte Catherine (tragédie, 1650)
- 폴 스카롱 (1610–1660)
  - Jodelet (1645)
  - Don Japhet d'Arménie (1653)
- 이자크 드 뱅스라드 (c.1613–1691)
  - Cléopâtre (tragédie, 1635)
- 몰리에르 (pseudonyme de Jean-Baptiste Poquelin) (1622–1673)
  - Les Précieuses ridicules (comédie, 1659)
  - L’École des femmes (comédie, 1662)
  - Tartuffe ou L'Imposteur (comédie, 1664)
  - Dom Juan ou le Festin de pierre (tragi-comédie, 1665)
  - Le Misanthrope (comédie, 1666)
  - L'Avare (comédie, 1668)
  - Le Bourgeois gentilhomme (comédie, 1670)
  - Les Fourberies de Scapin (comédie, 1671)
  - Les Femmes savantes (comédie, 1672)
  - Le Malade imaginaire (comédie, 1673)
- 토마 코르네유 (1625–1709, frère de Pierre Corneille)
  - Timocrate (tragédie, 1659, plus grand succès du siècle, avec 80 représentations)
  - Ariane (tragédie, 1672)
  - Circé (tragicomédie, 1675, coécrit avec Donneau de Visé)
  - Psyché (opéra, 1678, en collaboration avec Molière et Jean-Baptiste Lully)
  - La Devineresse (comédie, 1679, coécrit avec Donneau de Visé)
  - Bellérophon (opéra, 1679)
  - Médée (tragédie, 1693)
- 필리프 키노 (1635–1688)
  - Alceste (tragédie musicale, 1674)
  - Proserpine (tragédie musicale, 1680)
  - Amadis de Gaule (tragicomédie musicale, 1684)
  - Armide (tragicomédie musicale, 1686)
- 장 라신 (1639–1699)
  - 라테바이드 La Thébaïde, 5막 운문 비극, 1664년 6월 21일
  - 알렉상드르 르 그랑 Alexandre le Grand, 5막 운문 비극, 1665년 12월 4일
  - 앙드로마크 Andromaque, 5막 운문 비극, 1667년 11월 17일
  - 소송광 Les Plaideurs, 3막 운문 희극, 1668년 11월
  - 브리타니쿠스 Britannicus, 5막 운문 비극, 1669년 12월 13일
  - 베레니스 Bérénice, 5막 운문 비극, 1670년 11월 21일
  - 바자제 Bajazet, 5막 운문 비극, 1672년 1월 1일
  - 미트리다트 Mithridate, 5막 운문 비극, 1672년 12월 23일
  - 이피제니 Iphigénie, 5막 운문 비극, 1674년 8월 18일
  - 페드르 Phèdre, 5막 운문 비극, 1677년 1월 1일
  - 에스테르 Esther, 3막 운문 비극, 1689년 1월 26일
  - 아탈리 Athalie, 5막 운문 비극, 1691년 1월 5일
- Jacques Pradon (1632–1698)
  - Pyrame et Thisbé (tragédie, 1674)
  - Tamerlan, ou la mort de Bajazet (tragédie, 1676)
  - Phèdre et Hippolyte (tragédie, 1677)
- Jean-François Regnard (1655–1709)
  - Le Joueur (comédie, 1696)
  - Le Distrait (comédie, 1697)
- Jean Galbert de Campistron (1656–1723)
  - Andronic (tragédie, 1685)
  - Tiridate (tragédie, 1691)
- Florent Carton Dancourt (1661–1725)
  - Le Chevalier à la mode (comédie, 1687)
  - Les Bourgeoises à la mode (comédie, 1693)
  - Les Bourgeoises de qualité (comédie, 1700)
- Alain-René Lesage (1668–1747)
  - Turcaret (comédie, 1708)
- Prosper Jolyot de Crébillon (1674–1762)
  - Idoménée (tragédie, 1705)
  - Atrée et Thyeste (tragédie, 1707)
  - Électre (tragédie, 1709)
  - Rhadamiste et Zénobie (tragédie, 1711)

### 회상록 작가: 사료 편찬관, 사학자
회상록 작가라는 용어는 다음의 작가들을 일컫는데 쓰인다.
- 장프랑수아 폴 드 공디 Jean-François Paul de Gondi, 레츠 추기경 (1613-1679),
- 로제 드 뷔시라뷔탱 Roger de Bussy-Rabutin (1618-1693),
- 가스파르 드 탕드 Gaspard de Tende (1618-1697),
- 제데옹 탈망 데 레오 Gédéon Tallemant des Réaux (1619-1692), <소사Historiettes>,
- 폴 펠리송 Paul Pellisson (1624-1693),
- 루이 드 루브루아 드 생시몽 Louis de Rouvroy, duc de Saint-Simon (1675-1755). 17세기 말에 태어난 생시몽은 18세기 초 무렵 <회상록>을 집필하였으나, 작가의 문체 덕에 17세기 고전주의 작가 중 하나로 여겨진다. 이 문체는 실로 매우 혁신적인 문체로, 다른 대문호들(프랑수아르네 드 샤토브리앙, 마르셀 프루스트)에게 큰 영향을 끼쳤다.